# Felix Katongo
Felix Katongo (Mufulira, 18 de abril, 1984) é um futebolista da Zâmbia.

## Carreira
Katongo integrou a Seleção Zambiana de Futebol que disputou o Campeonato Africano das Nações de 2013.

## Títulos
Zambia
- Campeonato Africano das Nações: 2012

### Green Buffaloes
- Copa da Zâmbia : 2005